# Siegwart Lindenberg
Pour les articles homonymes, voir Lindenberg.
Siegwart Lindenberg (né le 26 décembre 1941 à Munich) est un sociologue germano-néerlandais en sciences sociales.

## Biographie
Il est le créateur du modèle RREEMM, une extension du modèle de la théorie du choix rationnel, largement répandue, en particulier, en sociologie. Selon ce modèle, l'être humain [M] (Man) maximise [M] (maximizing), évalue [E] (evaluating), anticipe [E] (expecting) des ressources [R] (ressourceful) restreintes [R] (restricted). Lindenberg a donc complété le modèle de l'homo œconomicus. Il a rajouté plusieurs facteurs, pour une modélisation la plus réaliste possible.
Le modèle de l'acteur individualiste ne cherche pas seulement son résultat individuel maximal, mais il est également limité dans ses possibilités (restricted). Il a ses propres ressources d'action (Resourceful). Il ne s'oriente pas vers des objectifs particuliers, mais il estime des valeurs subjectives (expecting) et il tente d'atteindre ses propres objectifs (évaluation).
Il obtient un doctorat à l'université Harvard, et il détient actuellement une chaire de sociologie à l'université de Groningue.

## Publications
- 1980, Marginal utility and restraints on gain maximization: the discrimination model of rational, repetitive choice, Journal of Mathematical Sociology 7, 2: 289-316
- 1981, Rational, repetitive choice: The discrimination model versus the Camilleri-Berger model, Social Psychology Quarterly 44: 312-330
- 1986, Rational choice and framing: the situational selection of utility arguments, paper presented at the Rational Choice Group meeting, XI World Congress of Sociology, New Delhi August 22
- 1990, Homo Socio-oeconomicus : The Emergence of a General Model of Man in the Social Sciences, Journal of Institutionnal and Theoretical Economics (JITE) 146 : 727-748
- 1992
  - An extended theory of institutions and contractual discipline, Journal of Institutional and Theoretical Economics 148, 2: 125-154
  - A theory of bargains in experience, In: M. E. Carvallo, dir., Nature, Cognition and System II. Volume 2: On Complementarity and Beyond, Dordrecht/Boston/London: Kluwer, p. 245-268
  - The Method of Decreasing Abstraction, In: J. S. Coleman et T. J. Fararo, dir., Rational Choice Theory, Advocacy and Critique
- 1993
  - Avec B. Frey, Alternatives, frames, and relative prices: a broader view of rational choice, Acta Sociologica 36: 191-205
  - Framing, empirical evidence, and applications, Jahrbuch für Neue Politische Ökonomie, Tübingen: Mohr (Siebeck), p. 11-38
- 1994
  - Norms and the power of loss: Ellickson's theory and beyond, Journal of Institutional and Theoretical Economics 150, 1: 101-113
  - Avec P. A. M. Ligthart, Solidarity and Gain Maximization in Economic Transactions: Framing Effects on Selling Prices, In: A. Lewis et K. E. Wärneryd, dir., Ethics and Economic Affairs, London: Routledge, p. 215-230
- 1995, Complex Constraint Modeling (CCM) : A Bridge Between Rational Choice and Structuralism, Journal of Institutionnal and Theoretical Economics, Vol. 151
- 1998
  - Solidarity: its microfoundations and macro-dependence. A framing approach, In: P. Doreian et T. J. Fararo, dir., The Problem of Solidarity: Theories and Models, Amsterdam: Gordon and Breach, p. 61-112
  - The cognitive turn in institutional analysis: beyond NIE and NIS, Journal of Institutional and Theoretical Economics 154: 716-727
- 2000, The extension of rationality: Framing versus cognitive rationality, In: J. Baechler, F. Chazel et R. Kamrane, dir., L'Acteur et ses Raisons. Mélanges en l'honneur de Raymond Boudon, Paris: Presses Universitaires de France (PUF), p. 168-204
- 2001
  - Intrinsic motivation in a new light, Kyklos 54: 317-342
  - Social rationality as a unified model of man (including bounded rationality), Journal of Management and Governance 5: 239-251
  - Social rationality versus rational egoism, In: J. Turner, dir., Handbook of Sociological Theory, New York: Kluwer Academic/Plenum, p. 635-668
- 2003
  - The cognitive side of governance, Research in the Sociology of Organizations, Vol 20, 47-76
  - Governance seen from a framing point of view: The employment relationship and relational signaling, In: B. Nooteboom et F. E. Six, dir., The Trust Process in Organizations, Empirical Studies of the Determinants and the Process of Trust Development. Cheltenham and Northampton: Elgar, p. 37-57
- 2005, avec J. F. Joly et D. A. Stapel, Effect van een sociale omgeving op waargenomen normrelevantie, In: R. Holland, dir., Jaarboek Sociale Psychologie, Groningen: ASPO pers, p. 223-230
- 2006
  - Social Rationality, In: Jens Beckert et Milan Zafirovski, dir., International Encyclopedia of Economic Sociology, New York: Routledge, p. 616-618
  - Avec D. Fetchenhauer, A. Flache, A. et A. P. Buunk, dir., Solidarity and Prosocial Behavior. An Integration of Sociological and Psychological Perspectives, New York: Springer
  - Avec D. Fetchenhauer, A. Flache et A. P. Buunk, Solidarity and prosocial behavior: a framing approach, In: D. Fetchenhauer, A. Flache, A.P. Buunk et Siegwart Lindenberg, dir., Solidarity and Prosocial Behavior. An Integration of Sociological and Psychological Perspectives, New York: Springer, p. 3-19
  - Prosocial behavior, solidarity, and framing processes, In: D. Fetchenhauer, A. Flache, A.P. Buunk et Siegwart Lindenberg, dir., Solidarity and Prosocial Behavior. An Integration of Sociological and Psychological Perspectives, New York: Springer, p. 23—44
  - Avec E. van der Vliert, Wealth, climate, and framing: Cross-national differences in solidarity, In: D. Fetchenhauer, A. Flache, A.P. Buunk et Siegwart Lindenberg, dir., Solidarity and Prosocial Behavior. An Integration of Sociological and Psychological Perspectives, New York: Springer, p. 207-222
  - How social psychology can build bridges to the social sciences by considering motivation, cognition and constraints simultaneously, In: P. A. M. Van Lange, dir., Bridging social psychology:  The benefits of transdisciplinary approaches, Hillsdale: NJ, Erlbaum, p. 151-157
- 2007
  - Avec L. Steg, Normative, gain and hedonic goal frames guiding environmental behavior, Journal of Social Issues. 65,1, p. 117-137
  - Avec J. K. Dijkstra et R. Veenstra, Same-gender and cross-gender peer acceptance and peer rejection and their relation to bullying and helping among preadolescents: Comparing predictions from gender-homophily and goal-framing approaches. Developmental Psychology, 43, 1377-1389